# Ochenbruck

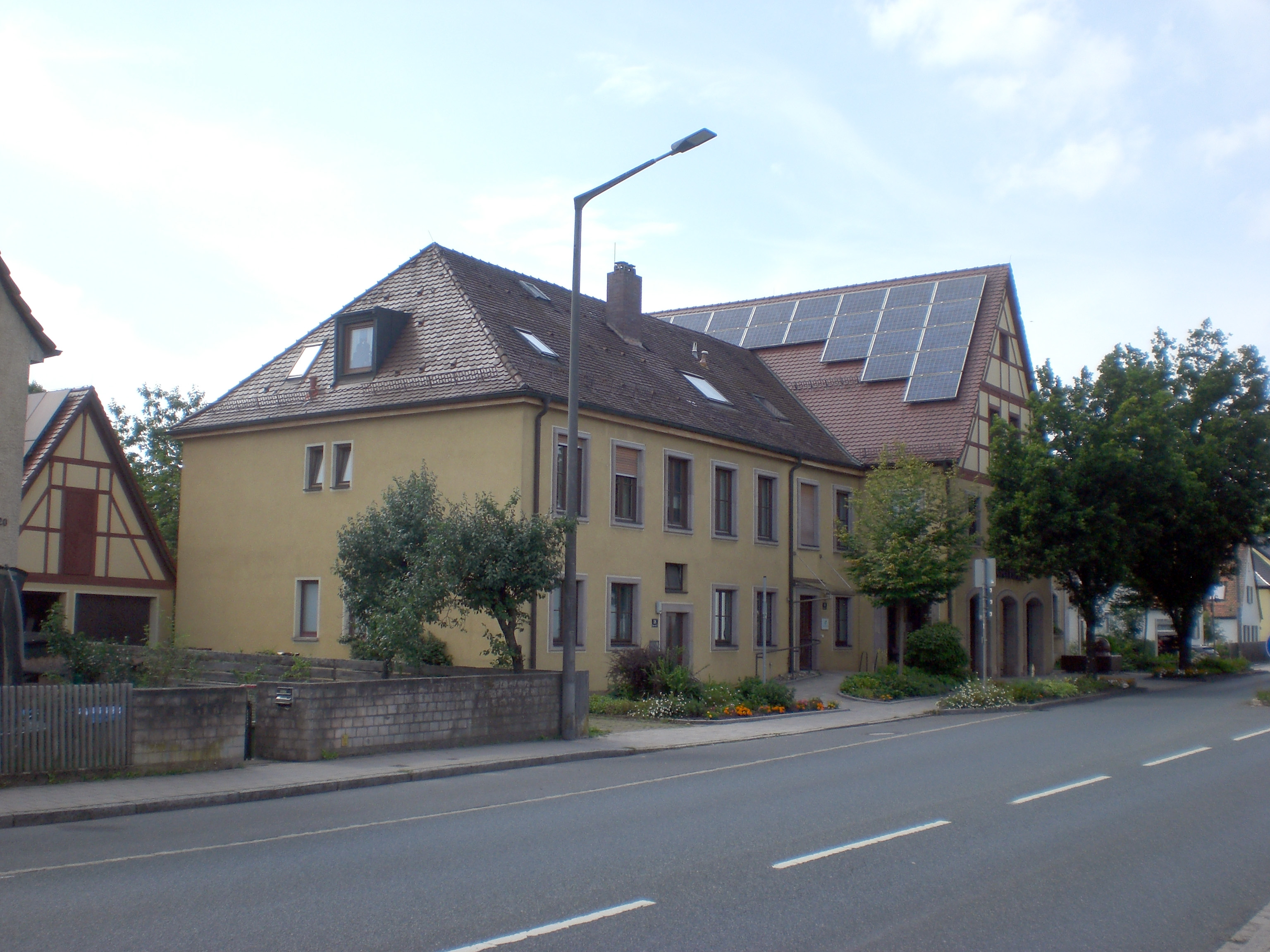
Rathaus (2023)

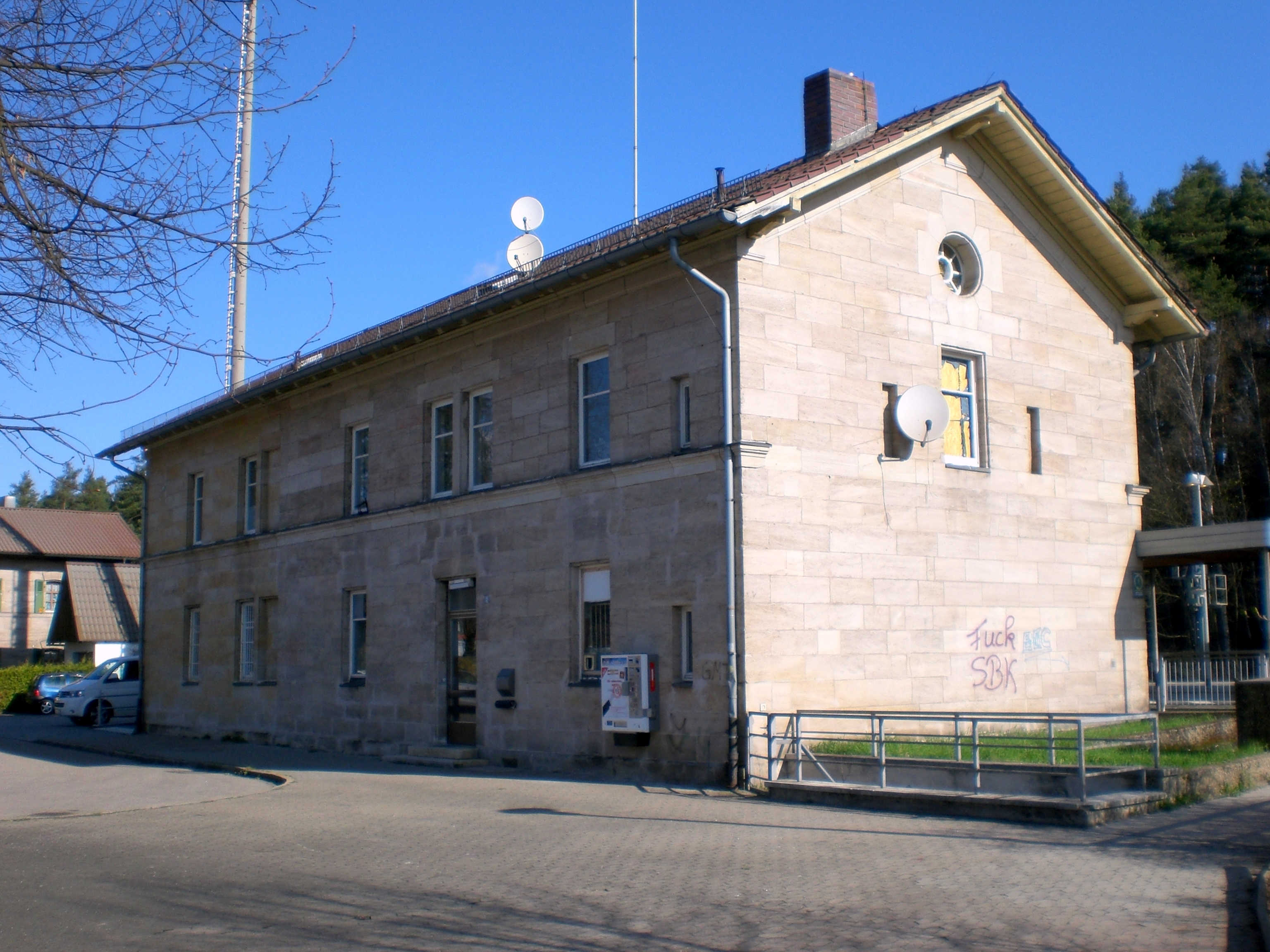
Bahnhof Ochenbruck (2023)

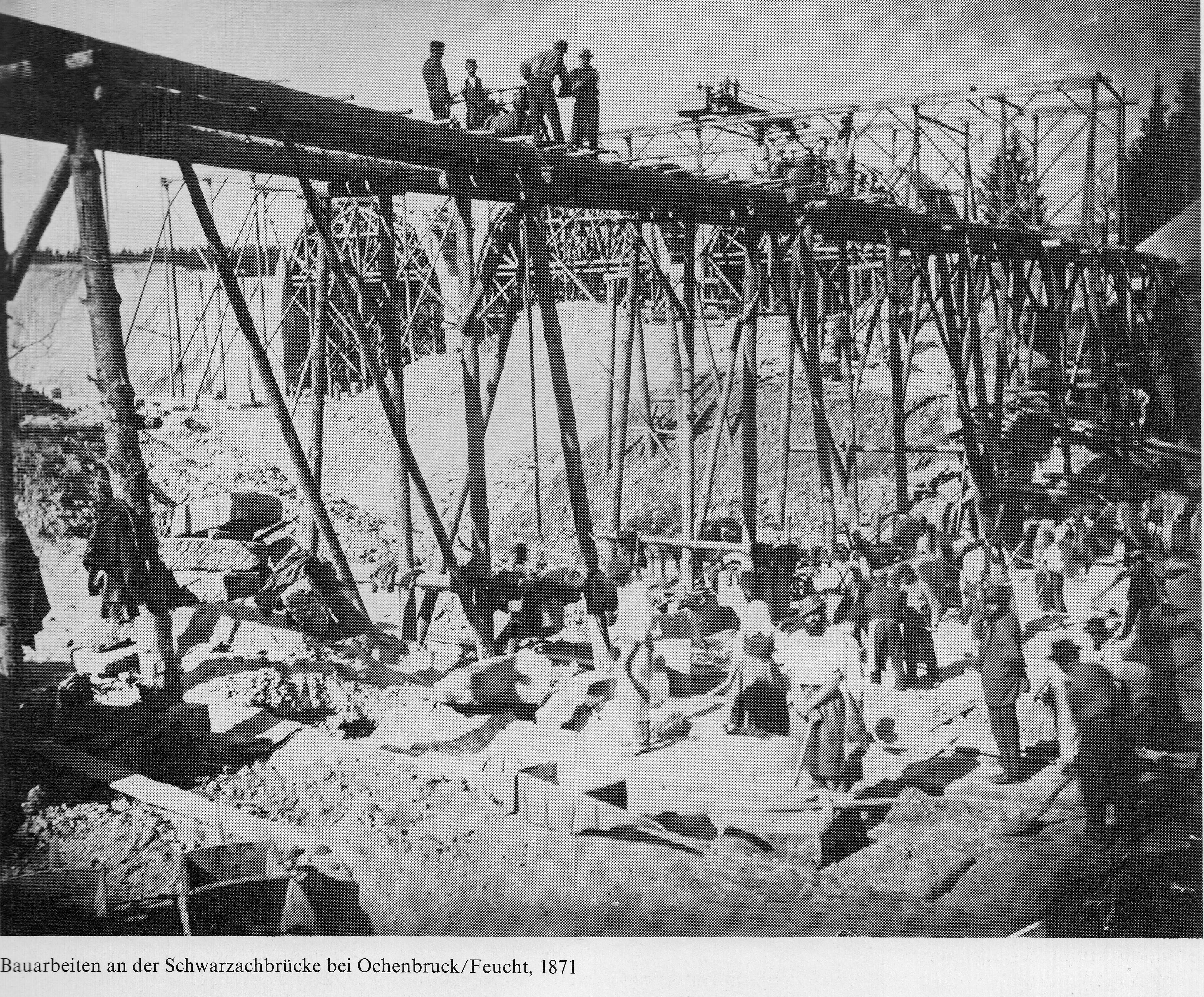
Bau der Eisenbahnbrücke über die Schwarzach

Ochenbruck ist ein Gemeindeteil der Gemeinde Schwarzenbruck im Landkreis Nürnberger Land (Mittelfranken, Bayern). Ochenbruck liegt in der Gemarkung Schwarzenbruck.

## Geografische Lage
Das Dorf liegt an der Schwarzach. Es bildet mit Schwarzenbruck und Gsteinach im Westen eine geschlossene Siedlung. Diese ist allseits von Wald umgeben.

## Geschichte
Zum Ortsnamen gibt es zwei Theorien. Die erste – die wohl unwahrscheinlichere – besagt, dass Ochenbruck vom Wort Haochabruck (hohe Straßenbrücke) stammt. Die zweite, die wahrscheinlich richtige bezieht sich auf die Ersterwähnung des Ortes im Jahr 1322 als „Achenbruck“. Das bedeutet Brücke über die Schwarze Ache. Durch Ochenbruck führte früher die wichtige Handelsstraße Nürnberg-Neumarkt-Regensburg. Daher ließ die Familie Seidenschuher hier auch Ende des 15. Jahrhunderts einen Eisenhammer an der Schwarzach und ein Wirtshaus bauen.
Mit dem Gemeindeedikt (frühes 19. Jahrhundert) wurde Ochenbruck dem Steuerdistrikt Schwarzenbruck und der Ruralgemeinde Schwarzenbruck zugewiesen. Mit Eröffnung der Bahnstation (Bahnstrecke Nürnberg–Regensburg) im Jahr 1871 wuchs der Ort stetig, so dass er mittlerweile eine geschlossene Siedlung mit Schwarzenbruck bildet. In Ochenbruck steht heute das Rathaus der Gemeinde Schwarzenbruck.

## Einwohnerentwicklung
| Jahr          | 1987 | 2013 | 2017 | 2023 |
| Einwohnerzahl | 1228 | 1498 | 1590 | 1620 |

## Sehenswürdigkeiten
- Der Thanngraben

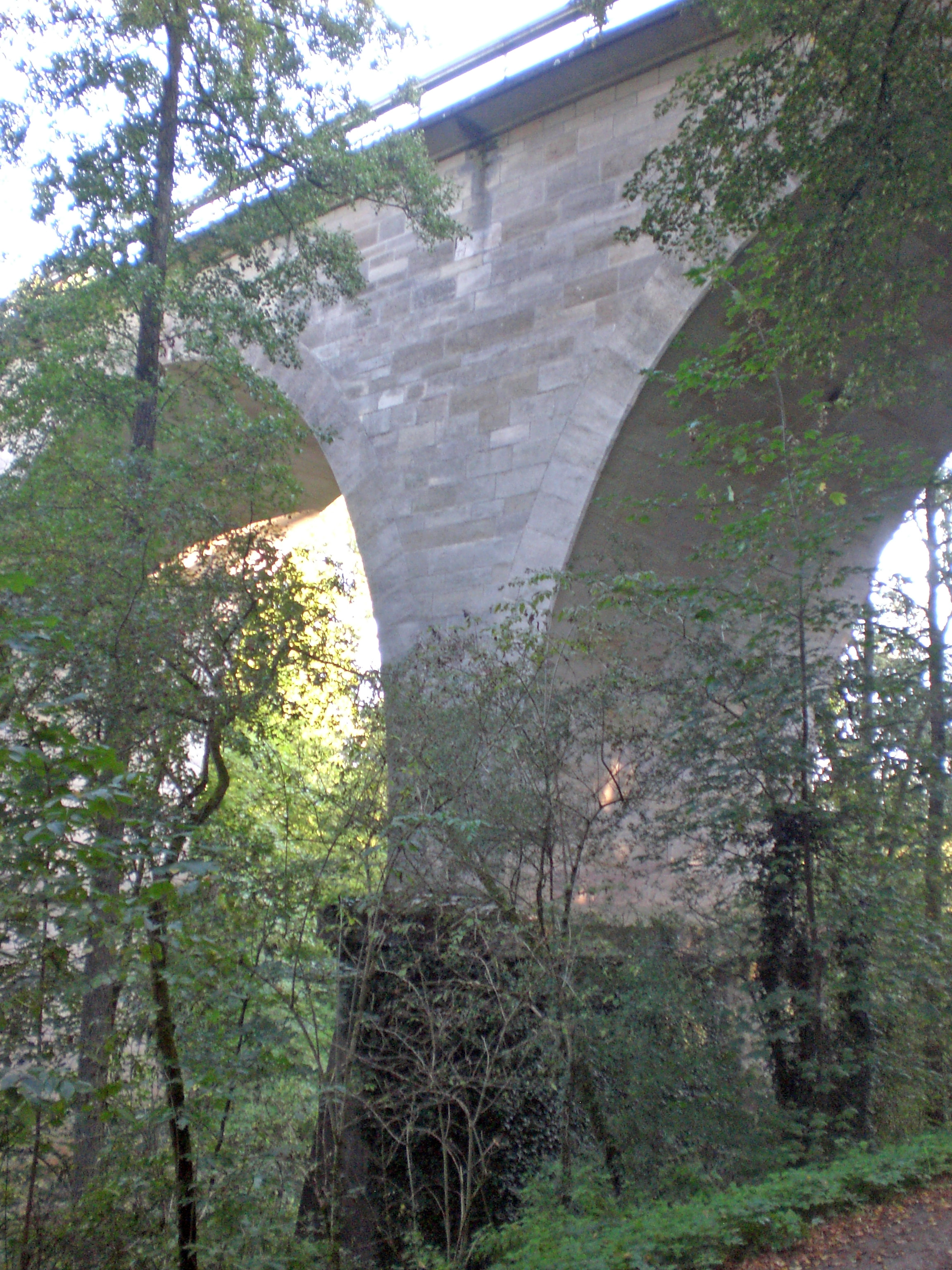
Eisenbahn-Viadukt über die Schwarzach (2023)

- Der Schwarze Herrgott im Wald des Feuchter Forstes
- Der Eisenbahn-Viadukt über die Schwarzach

## Baudenkmäler
Der Bahnhof, ein Streckenwärterhaus, eine ehemalige Mühle und ein Wohnstallhaus stehen unter Denkmalschutz.

## Wirtschaft und Infrastruktur

### Verkehr
Durch den Ort führt die stark befahrene Bundesstraße 8, die über Feucht zum Autobahndreieck Nürnberg/Feucht (4 km westlich) bzw. nach Pfeifferhütte führt (3,7 km südöstlich). Die Staatsstraße 2401 zweigt von der B 8 ab und führt an Fröschau vorbei nach Pattenhofen (3,1 km östlich). Eine Gemeindeverbindungsstraße führt nach Rummelsberg (0,3 km nördlich).
Der Bahnhof wird von der S 1 bedient.

### Gewerbe

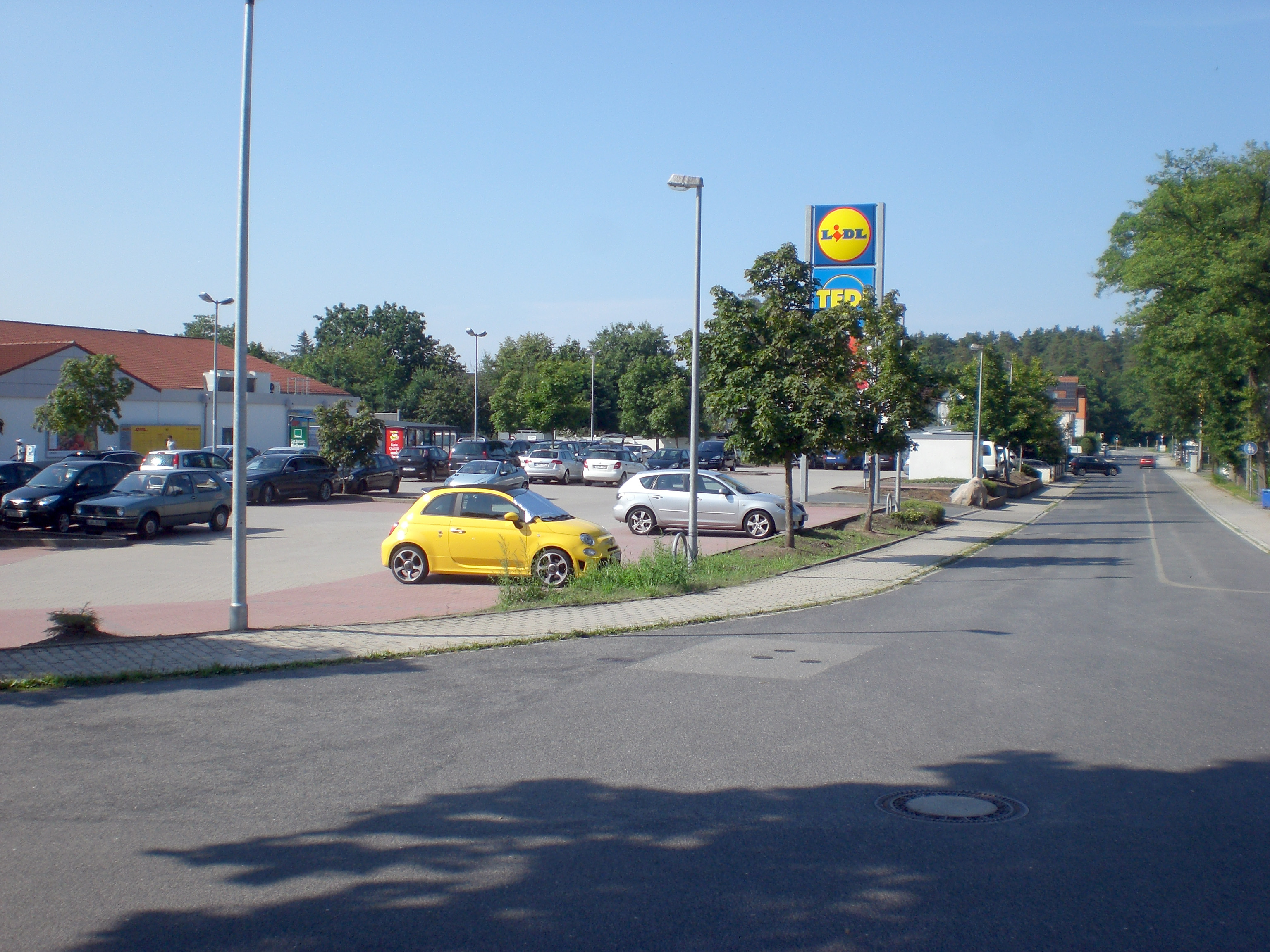
Gewerbegebiet "Frauenholz" (2023)

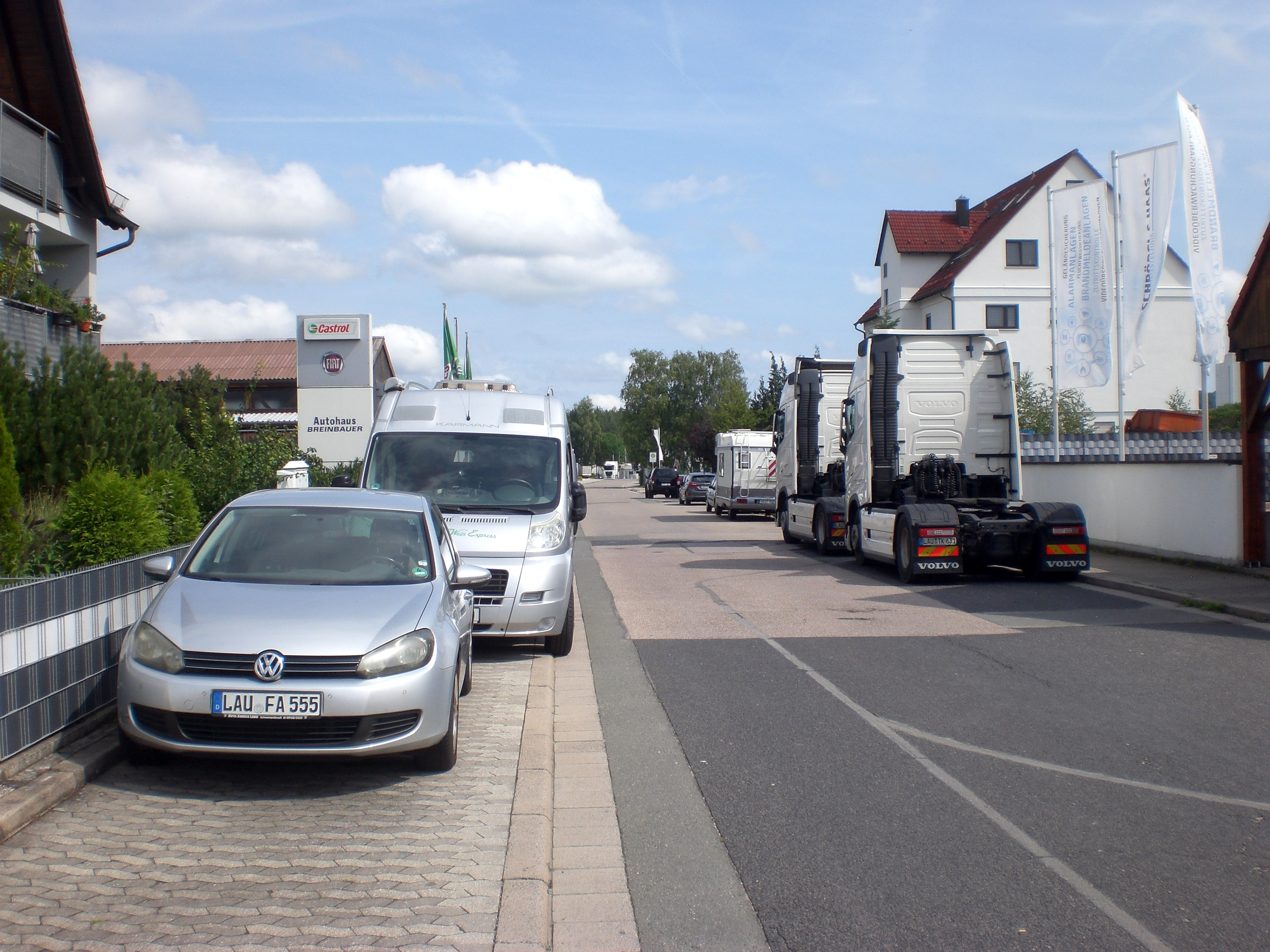
Gewerbegebiet "Mittellandholz" (2023)

In Ochenbruck gibt es einige Geschäfte. Gastronomie befindet sich entlang der Ortsdurchfahrt. Hauptsächlich befinden sich diese in der Ortsdurchfahrt der B 8 und im Gewerbegebiet "Frauenholz". Dort gibt es u. a. mehrere Nahversorger und einen Baumarkt. Im südlich gelegenen Gewerbegebiet "Mittellandholz" befinden keine Ladengeschäfte. Dort gibt es große Logistikzentren und Handwerksbetriebe. An der Ortsdurchfahrt in Fahrtrichtung Neumarkt befindet sich die einzige Tankstelle im gesamten Gemeindegebiet von Schwarzenbruck.

### Freizeit

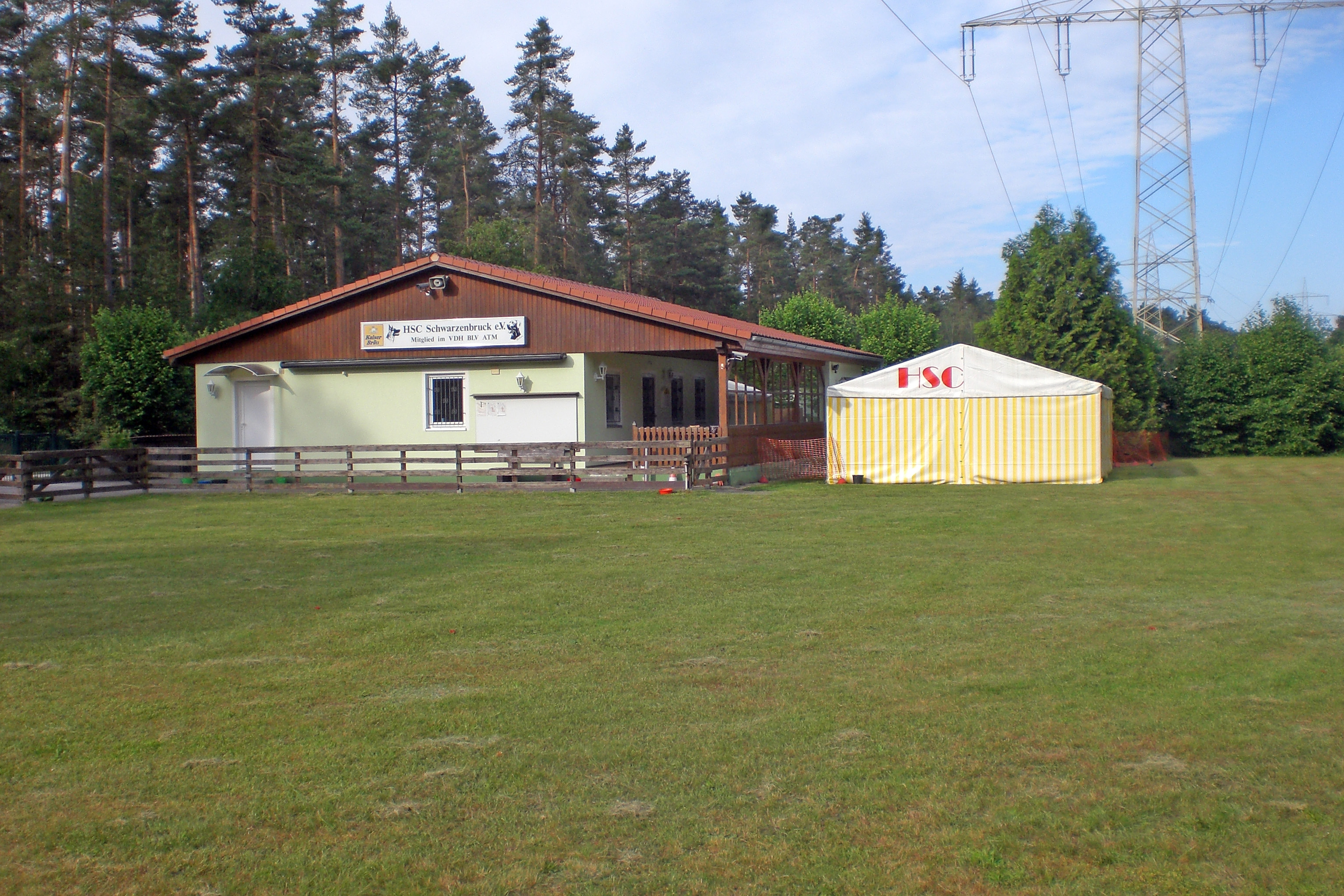
Hundesportplatz HSC Schwarzenbruck (2024)

In Ochenbruck befindet sich ein Hundesportplatz.